# Combustible fòssil

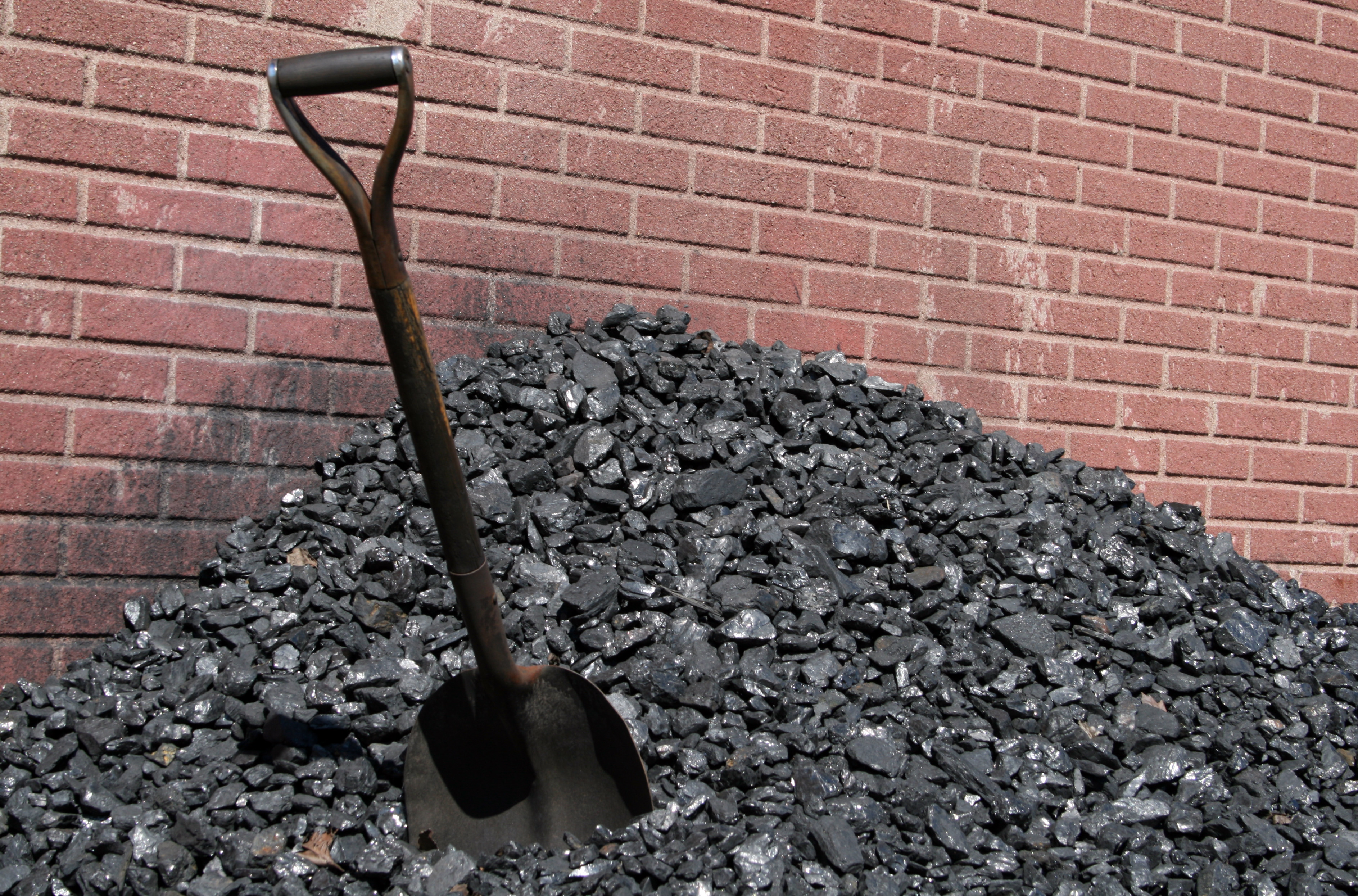
Pila de carbó, un dels principals combustibles fòssils

Els combustibles fòssils són combustibles originats per la descomposició parcial de matèria orgànica de fa milions d'anys transformada per la pressió i temperatura degudes a les capes de sediments acumulades sobre seu. Els exemples principals en són el carbó, el petroli i el gas natural.
Són primeres matèries d'energia no renovables perquè requereixen milions d'anys per a la seva formació de manera natural. Degut al seu alt poder calorífic són fonts d'energia útils per a generar energia tèrmica i el seu ús ha permès el gran creixement econòmic i demogràfic lligat a la revolució industrial del segle xix. Encara ara són fonamentals per a la nostra economia. El 2007 la combustió de carbó, petroli i gas natural va representar 86,4% de l'energia primària mundial. Tot i això la seva combustió és una de les principals fonts de contaminació atmosfèrica i l'escalfament global, suposant un important problema de sostenibilitat.
S'han originat de manera natural per un procés de fossilització en anòxia (manca d'oxigen) ambiental: la matèria orgànica no s'ha degradat per microorganismes (que no hi poden viure), fent-se diòxid de carboni (CO₂) i aigua (H₂O), sinó que roman en forma de molècules orgàniques més complexes, sòlides, líquides o gas, l'energia de les quals és la que s'allibera en utilitzar-los com a combustible.

## Primera font actual d'energia

Fonts d'energia primària al món l'any 2006

La Energy Information Administration va estimar el 2006 que les principals fonts primàries d'energia al món eren: el petroli en un 35,9%, el carbó en un 27,4% i el gas natural en un 22,8%. Per tant, amb un 86%, els combustibles fòssils són la font d'energia principal al món. Es poden usar directament o bé en centrals tèrmiques, per a obtenir electricitat. Alguns combustibles no fòssils utilitzats al món com a energies primàries en 2006 són l'energia hidroelèctrica (6,3%), considerada energia renovable, l'energia nuclear (5,9%) i en menor grau les energies solar, eòlica, geotèrmica, etc. que només sumen un 1,0% de la producció mundial total.
La tendència actual sembla d'usar-les cada cop més, almenys mentre sigui possible. Per exemple, en els deu anys compresos entre 1996 i 2006 la producció mundial de combustibles fòssils va augmentar una mitjana del 26%, més que la nuclear (16%) i la hidroelèctrica (20%).

## Origen
Els combustibles fòssils es formen per la descomposició anaeròbica de les restes d'organismes que es van dipositar al fons del mar o d'un llac en grans quantitats sota condicions anòxiques, fa milions d'anys. Amb el pas del temps, aquesta matèria orgànica, barrejada amb fang, es va enterrar sota capes pesants de sediments. Aquestes capes van provocar nivells alts de pressió (uns cent milions de pascals) i temperatura (de centenars de graus celsius) i van fer que la matèria orgànica s'alterés químicament: primer a un material cerós anomenat querosè, quan la temperatura és d'uns 50 °C; després, a uns 100 °C, en petroli; i finalment, amb 120 °C - 150 °C, es forma el gas natural.
El carbó es forma a partir de plantes (majoritàriament arbres) terrestres que vivien en zones pantanoses o al costat del mar, que van quedar enterrades sota capes de sediments. Llavors, la matèria orgànica, que era rica en oxigen, hidrogen i carboni, va esdevenir més rica en carboni i pobra en hidrogen i oxigen. La majoria dels jaciments de carbó daten del Carbonífer.
Els combustibles fòssils necessiten una enorme quantitat de matèria orgànica i de temps per a generar-se. Per exemple:
- Un litre de gasolina normal el resultat acumulat d'unes 23,5 tones de material orgànic antic dipositat al fons de l'oceà.[7]
- El combustible fòssil total consumit l'any 1997 era l'equivalent de tota la matèria vegetal que va créixer a la superfície de la Terra i a tots els oceans al llarg de 422 anys.[7]

L'exagerat consum d'aquests combustibles per part dels humans des de la revolució industrial, és a dir, de les darreres quatre generacions de persones, fins a gairebé esgotar-los per complet, genera un greu problema de sostenibilitat i capacitat de càrrega. Hom calcula que aquests s'esgotaran en uns cinquanta anys com a màxim i no en sabem produir.

## Tipus de combustibles fòssils

### Carbó

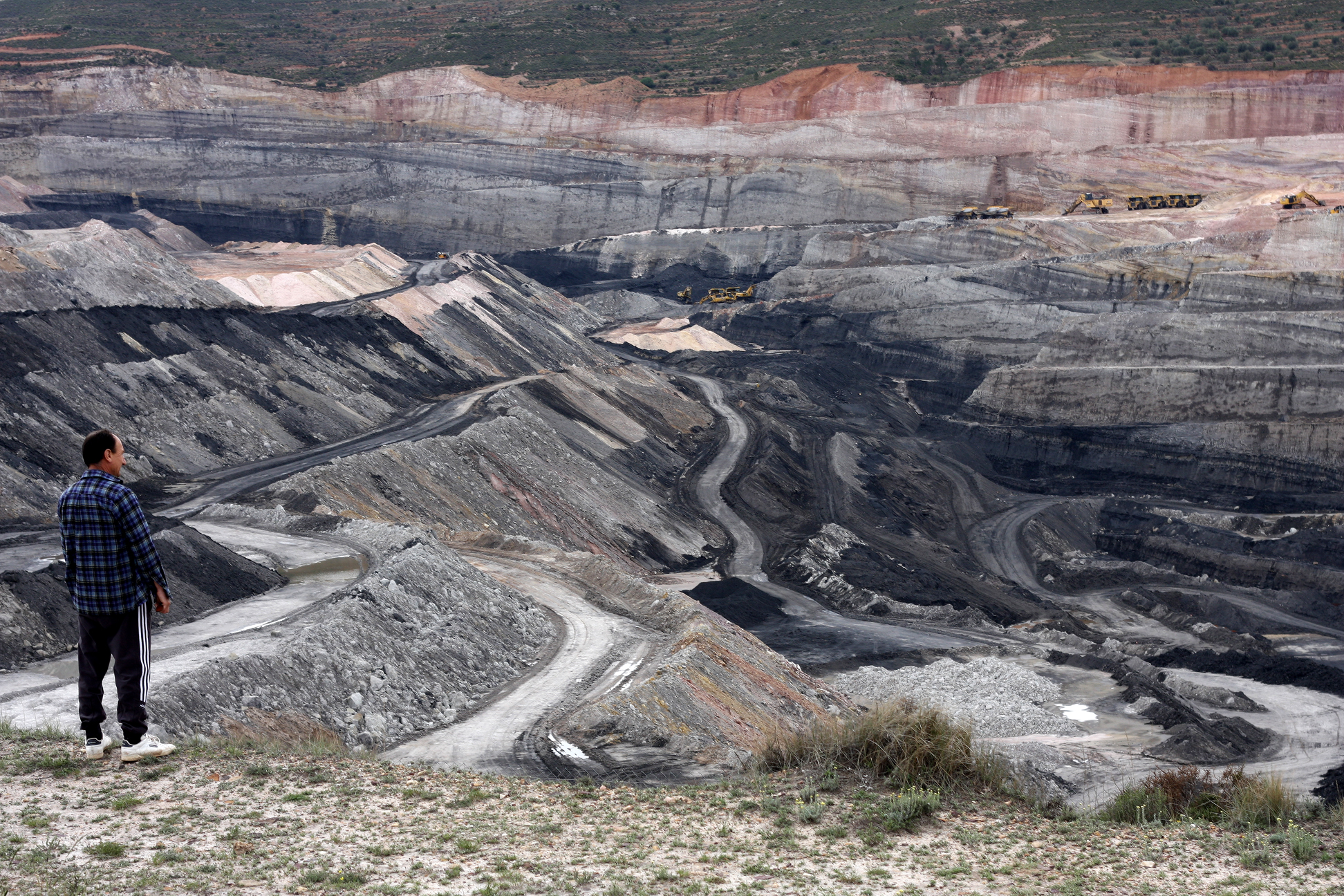
Mina de carbó a Estercuel Aragó

Aquest combustible fòssil és una roca sedimentària d'origen orgànic que prové de restes vegetals que creixien a les maresmes i que van quedar enterrades pel fang. A causa de l'absència d'oxigen no es van poder degradar i amb el pas del temps i la pressió del pes de les capes de terra va fer que es fossilitzessin fins a transformar-se en carbó. La seva formació data de fa uns 350 milions d'anys, a l'Era Primària. A les centrals termoelèctriques es transforma en electricitat.
Segons la seva estructura química es classifiquen en diferents tipus de carbó segons la seva composició mineralògica en quatre grans grups:
- Torba: És el més recent i que aporta menys calor perquè té una alta proporció d'oxigen i hidrogen en relació al carboni (60%). Sovint es poden apreciar a ull nu les estructures vegetals que el conformen.
- Lignit: És recent i no té tant poder calorífic a causa del seu baix contingut en carboni. Conté un 50% de carboni.
- Hulla: És un dels més antics i alt poder calorífic. És el carbó més comercialitzat i el que més s'utilitza, per exemple, a les centrals tèrmiques. Conté un 80% de carboni.
- Antracita: el més antic i amb més proporció de carboni (95%), pel que té el més alt poder calorífic.

S'usa sobretot a calderes industrials i a centrals termoelèctriques. També existeix el carbó vegetal, que s'obté artificialment, per mitjà de la piròlisi, o combustió parcial de la llenya amb poca o gens de presència d'oxigen (anaeròbia). El carbó es pot gasificar per a obtenir hidrogen i per a ser utilitzat com a combustible d'una altra manera (gas natural sintètic, GNS). No s'ha de confondre el carbó gasificat amb el grisú, que és un gas que surt a les mines de carbó i que s'elimina per seguretat, ja que pot provocar incendis i explosions. També es pot convertir en un combustible líquid, que duplicarà la seva potència calorífica, per mitjà de la liquació del carbó, que pot ser directa o indirecta. A partir de la destil·lació seca del carbó es poden obtenir altres productes, com el carbó de coc, el gas ciutat, olis o quitrà.

### Petroli

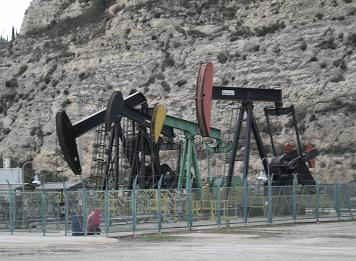
Extracció de petroli a Sicília

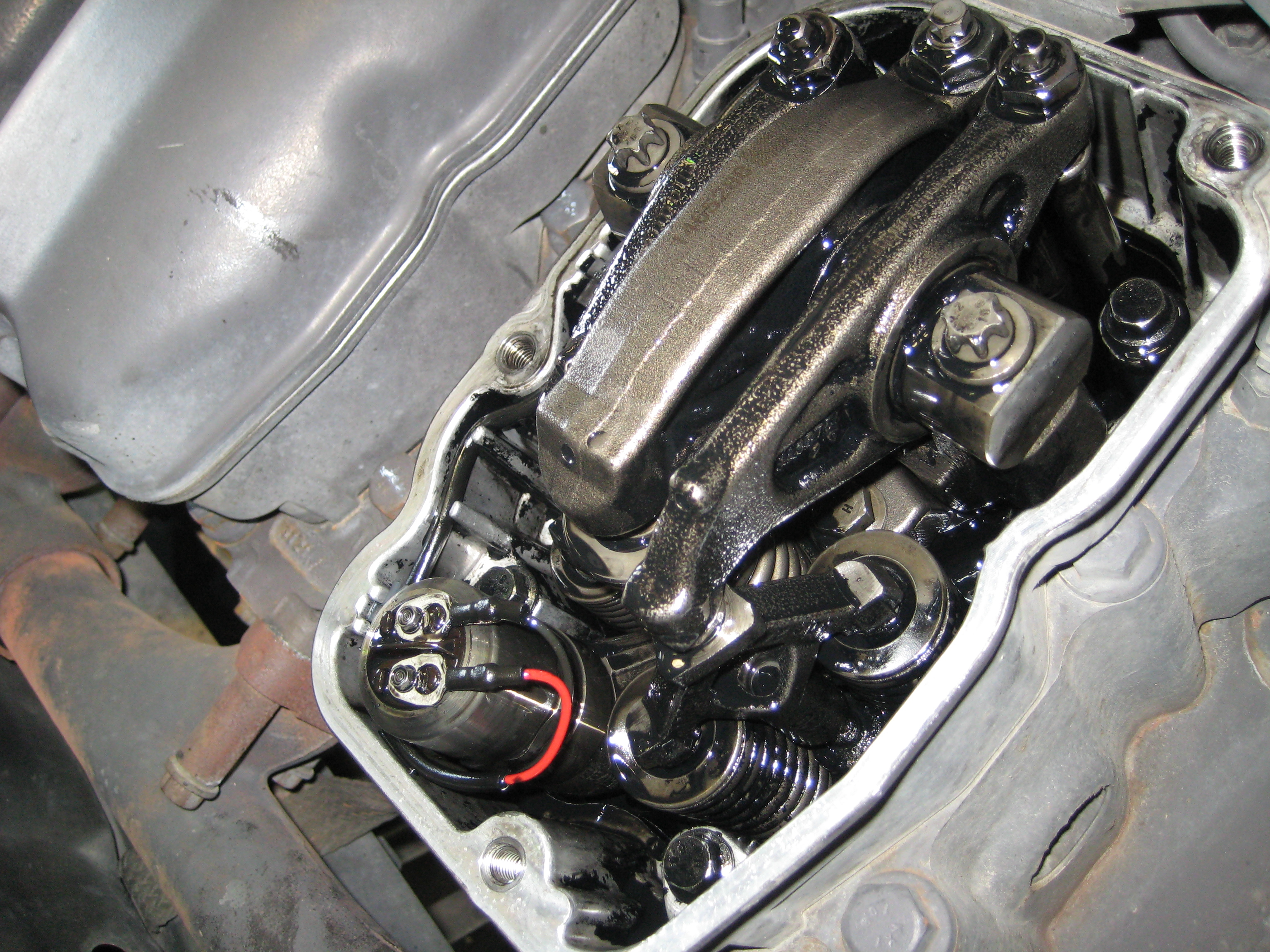
Petroli en un motor

El petroli és un combustible fòssil líquid i viscós que prové de matèria orgànica acumulada durant milions d'anys. Es creu que es va formar fa uns cinquanta milions d'anys després que el plàncton quedés cobert per diferents materials sedimentaris i a una certa pressió i temperatura i per l'acció de microorganismes fins a formar-se el petroli. El que s'obté directament del jaciment és el que s'anomena petroli cru. Per a poder utilitzar l'energia que aporta ha de passar per un procés de transformació, anomenat refinament.
El refinament del petroli té lloc a les plantes petroquímiques, també anomenades refineries. Primer de tot cal netejar el petroli cru abans que sigui conduït a les unitats de fraccionament. Un cop netejat de les restes d'aigua i sorra comença el procés de destil·lació fraccionada a dues torres de destil·lació, una a pressió atmosfèrica i altra al buit, que poden arribar a mesurar cinquanta metres d'alçada. El cru s'escalfa a uns 320 °C - 340 °C i es converteix en gas, aquest va pujant per la torre a mesura que els diferents components arriben al seu punt d'ebullició i segons van pujant es van refredant i condensant a diferents nivells (platets).
Un cop condensats es van recollint, per ordre, els següents productes: butà i altres gasos liquats del petroli (GLP), benzina, querosè, gasoil i subproductes utilitzats per a fabricar fuel, olis lubrificants i quitrà. Altres processos típics del petroli són el cracking, per tallar les cadenes d'hidrocarburs en altres més petites i amb el qual es produeix el gas ciutat, per exemple; la polimerització, que, al contrari, transforma les cadenes curtes en llargues, unint-les; el reforming, per a modificar les característiques de les benzines; etc.

### Gas natural

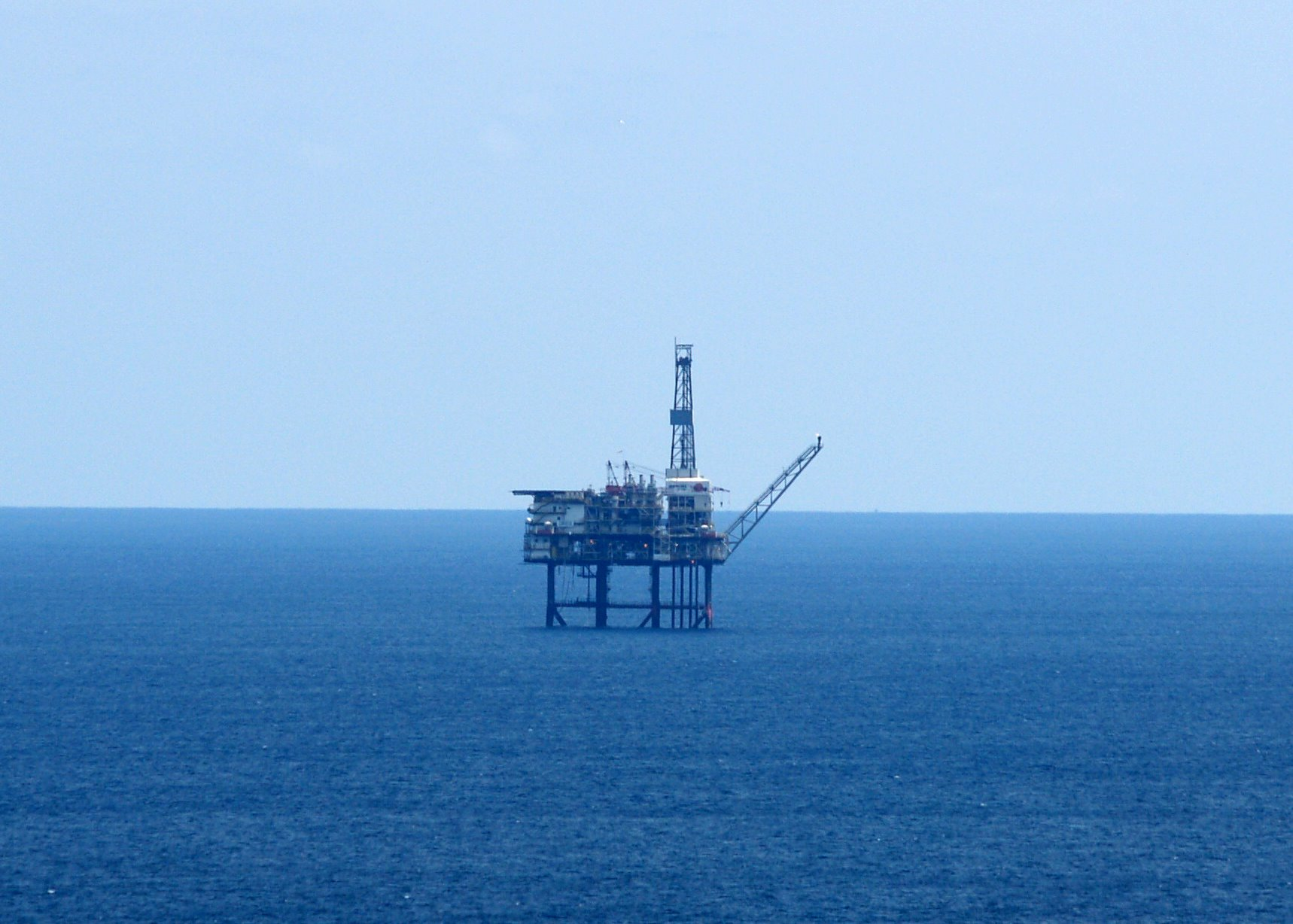
Plataforma d'extracció de gas natural "La Gaviota", prop de Bermeo a Biscaia

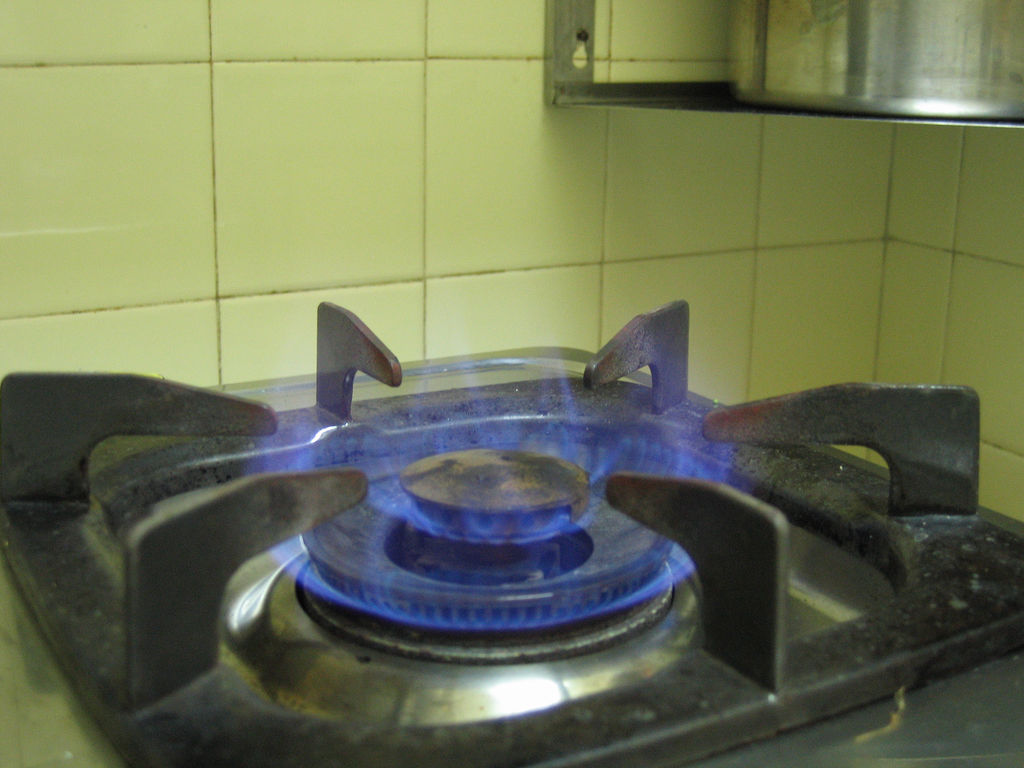
Gas natural com a combustible

És producte de la matèria orgànica acumulada durant milions d'anys. És compost majoritàriament de metà i està present en la majoria de jaciments petrolífers. Les dificultats tècniques del seu tractament, de la construcció d'una xarxa de gasoductes i dels sistemes de distribució i transport van començar a ser rendibles gràcies a l'augment del preu del petroli. Un cop s'extreu del jaciment, es tracta amb una sèrie de processos i després es transporta fins al lloc de consum. Aquest transport es pot dur a terme de dues maneres:
- Gasoductes: que són canonades molt grans per on circula el gas bombejat a pressió, impulsat per bombes de pressió. El gasoducte Magreb-Europa i el Medgaz en són dos exemples.
- Vaixells: el gas s'hi transporta liquat en cisternes, perquè se'n pugui transportar més quantitat.

Un dels processos més importants al que se sotmet el gas natural és l'odorització, al qual se li afegeixen una sèrie d'additius que li donen olor per tal de fer evidents i facilitar la localització de les fuites. El gas natural es pot usar per a generar electricitat i especialment en tecnologies d'alt rendiment, com són els cicles combinats; també en el sector de la refrigeració; i com a combustible d'autobusos urbans, cotxes, vaixells, etc.; com a combustible de gasodomèstics: rentadores, rentavaixelles, etc.; per a obtenir calor domèstica: forn, calefacció, escalfament d'aigua sanitària, etc.; o com a matèria primera per a la producció industrial.
Es pot obtenir gas natural en tractar els residus orgànics que separem a les escombraries. El gas obtingut és exactament el mateix que el gas natural, ambdós son metà, però només per a indicar d'on prové, com a estratègia de màrqueting i comercial, se l'anomena biogàs. Altres combustibles fòssils gasosos són el butà i el gas ciutat, que s'obtenen a partir del petroli.

## Avantatges

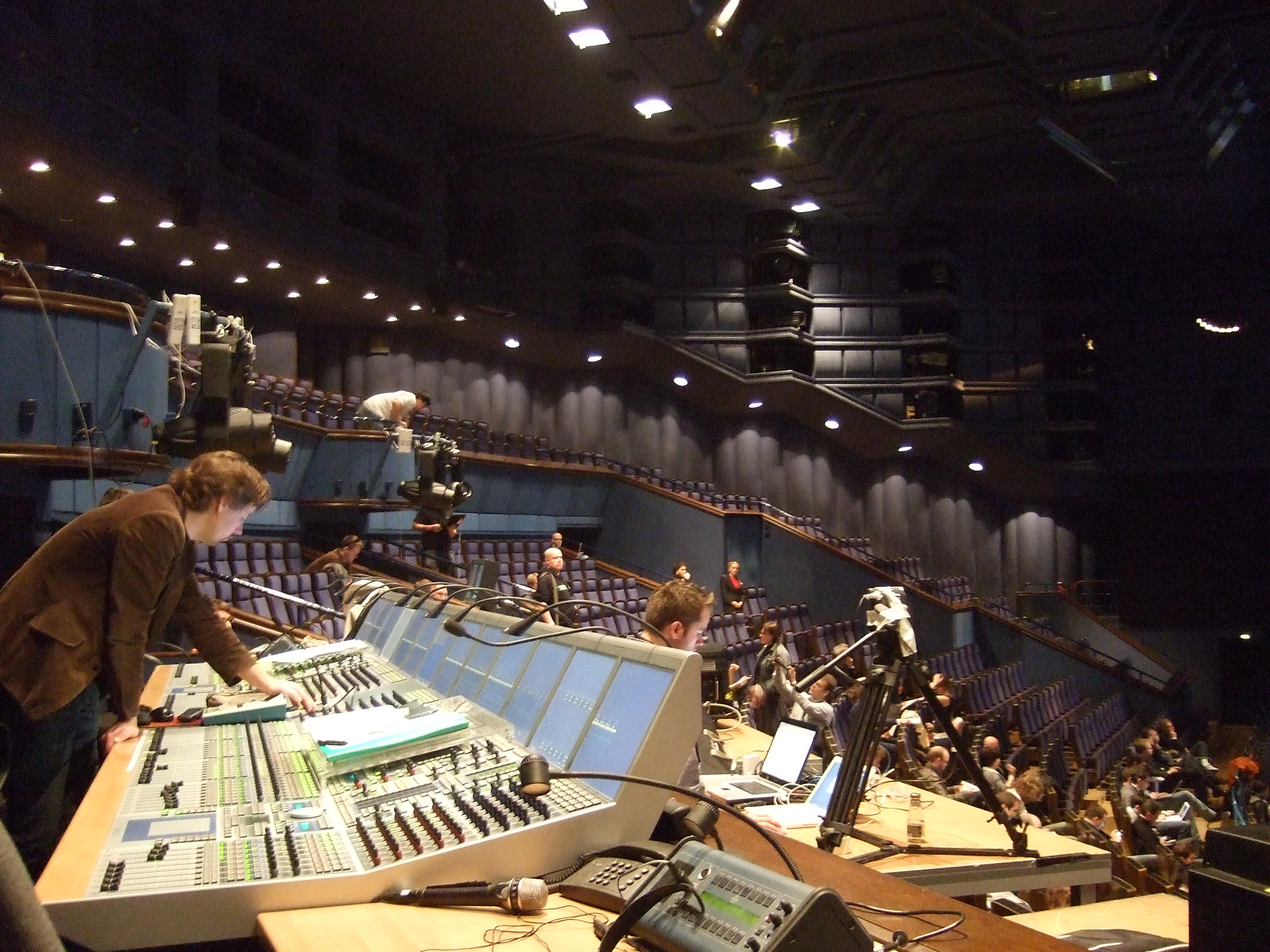
Els combustibles fòssils produeixen una bona part de l'electricitat que usem per a il·luminació, climatització, refrigeració d'aliments i de computadores, per a aparells elèctrics i electrònics, etc.

Els combustibles fòssils permeten una obtenció d'energia molt concentrada que ha obert el camí als canvis tecnològics que diferencien la vida quotidiana actual de la d'abans de la Revolució Industrial. Cal recordar que l'electricitat és una energia obtinguda per transformació a partir d'energies primàries, i que la majoria d'aquestes, en percentatge, al món, a Espanya i a Catalunya, són combustibles fòssils.

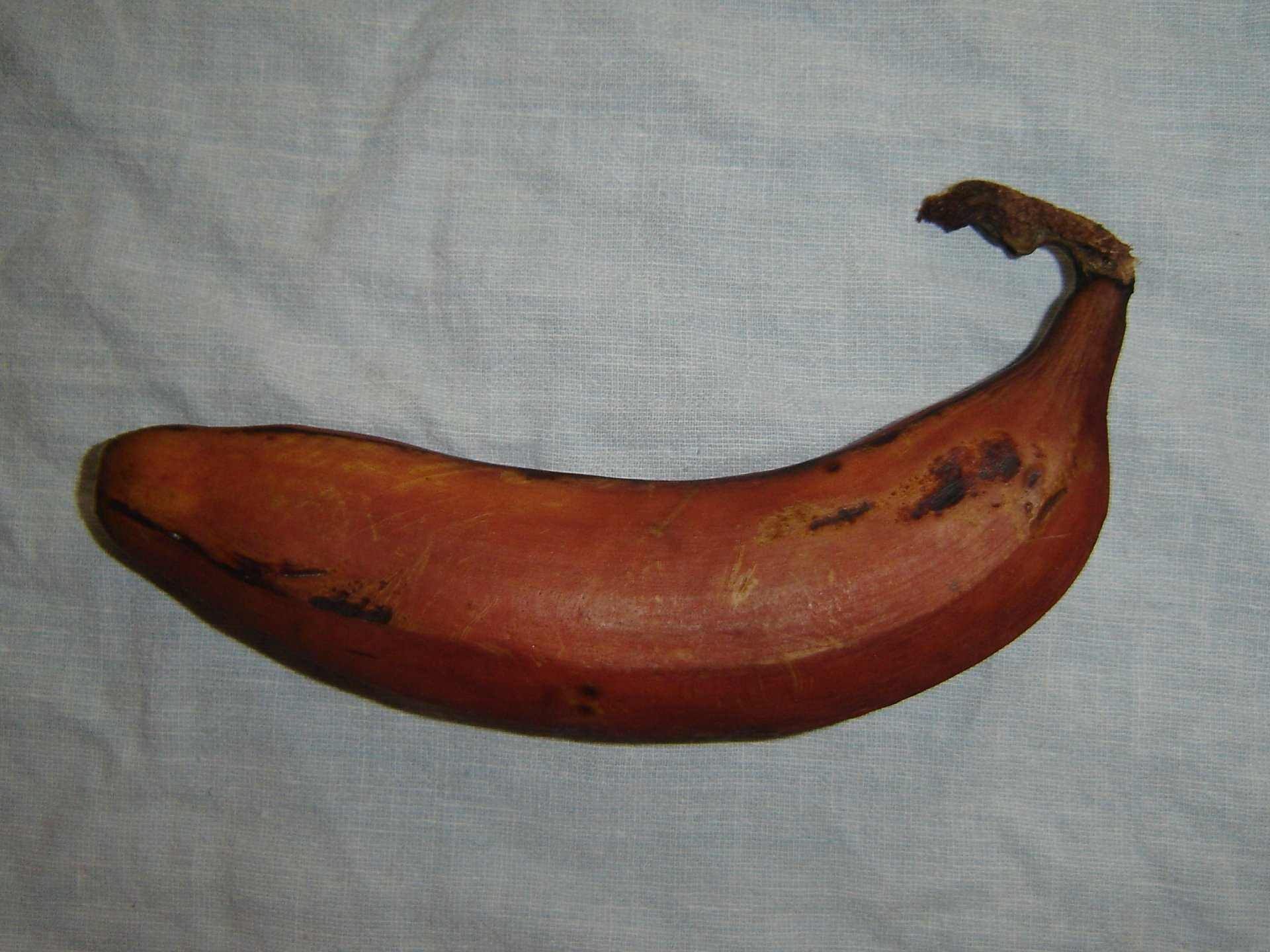
Tenim accés a productes no locals gràcies al seu transport usant combustibles fòssils

De la mateixa manera que la majoria de motors d'automòbil s'han desenvolupat al llarg d'un segle només a partir de l'Otto i del Dièsel, deixant de banda el Wankel, per exemple; en general s'han desenvolupat poques tecnologies que usin combustibles diferents dels inicials, és a dir, no fòssils. A la producció d'energia mereixen un cas a part les centrals nuclears, i recentment l'esforç que es fa en les energies renovables. Tanmateix, cap d'aquestes energies s'usen habitualment de manera principal als transports, a la indústria o de manera domèstica a les llars. Per tant, els combustibles fòssils són actualment els més còmodes i que requereixen menor inversió i menor risc econòmic.
Són a més la font d'electricitat, i d'energia en general, més barata. Encara que els combustibles siguin cars, l'única font competitiva econòmicament és l'energia nuclear. Un kWh d'energia provinent de combustibles fòssils costava en 1995 als Estats Units entre 0'001$ i 0'005$, mentre que un d'energia solar, per exemple, en costava 0'160$ i un d'eòlica 0'115$.
A la producció de combustibles fòssils s'elaboren també nombrosos productes d'alt interès econòmic, útils per a la fabricació de medicaments, plàstics, fertilitzants, pintures, materials de construcció, etc. El carbó i especialment el petroli són matèries primeres importants per a molts productes químics.

## Inconvenients

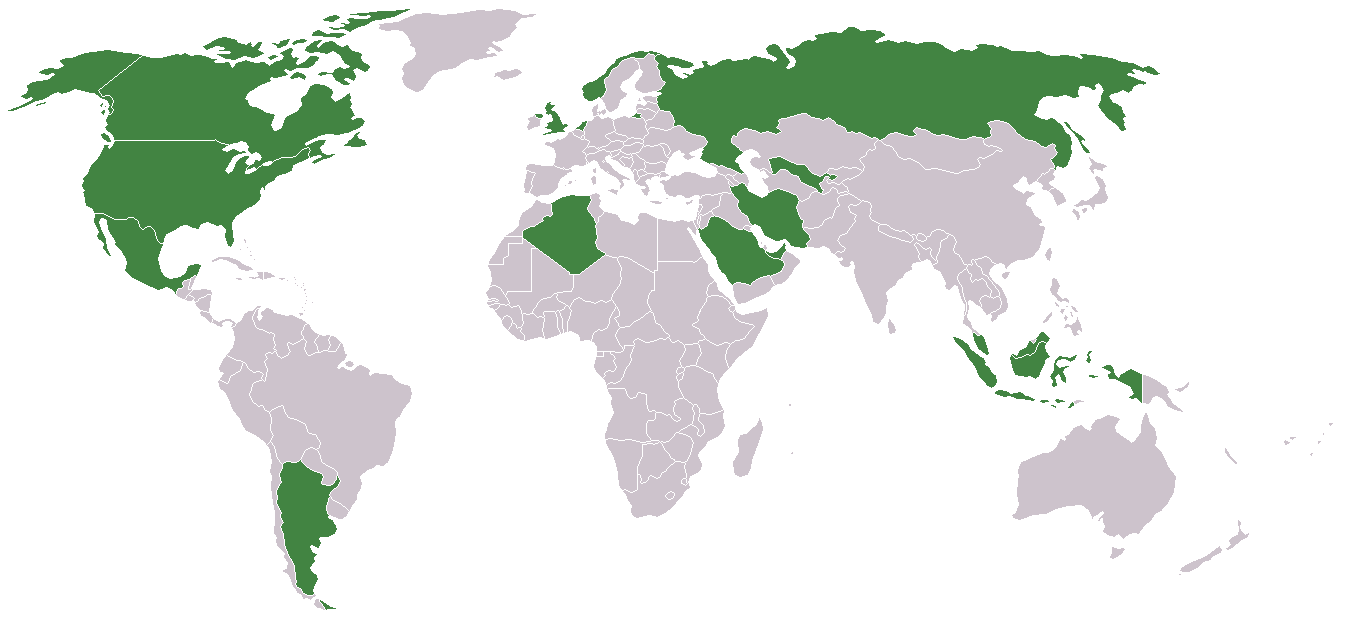
Els països sense gas natural, en gris, són econòmicament dependents dels productors, en verd.

Un dels principals inconvenients és que es tracta de productes que no poden produir els humans, que la natura triga milions d'anys a formar i que ja hem pràcticament esgotat. En queda molt poca quantitat i per a quan es torni a formar el que hem utilitzat ja no existiran els humans. Es tracta doncs d'un greu problema de sostenibilitat.
Un altre gran problema és el de l'impacte ambiental derivat del seu ús. Per la seva composició, rica en carboni i hidrogen, i la seva forma d'ús, la combustió, o reacció química amb l'oxigen de l'aire; utilitzar combustibles fòssils comporta inherentment la producció d'òxids de carboni. El monòxid de carboni (CO), que és tòxic, és abundant en casos de combustions incompletes (males combustions, en poc aire), i el diòxid de carboni (CO₂) es forma massivament en combustions completes (normals, amb prou aire). Hom culpa a les excessives emissions d'aquest gas del canvi climàtic i en general de la contaminació atmosfèrica i, via l'aire, la boira fotoquímica i la pluja àcida, del medi aquós i marí. També s'emeten altres gasos contaminants amb efectes negatius per a la salut i per a l'ecosistema, de fet el 80% d'emissions de diòxid de carboni, diòxid de sofre i òxids de nitrogen són causats per aquests combustibles. Aquests inconvenients són directament proporcionals al problema de la capacitat de càrrega de les persones a la Terra.
Els combustibles fòssils no estan repartits per igual a tot el món, i la dependència de la societat occidental actual vers aquesta fa que també els països que hi pertanyen depenguin econòmicament de les empreses productores a països estrangers. És el cas d'Espanya, per exemple, que a la pràctica que depèn completament d'Algèria per a l'abastiment de gas natural, i d'altres països per al carbó i el petroli.

## Contaminant

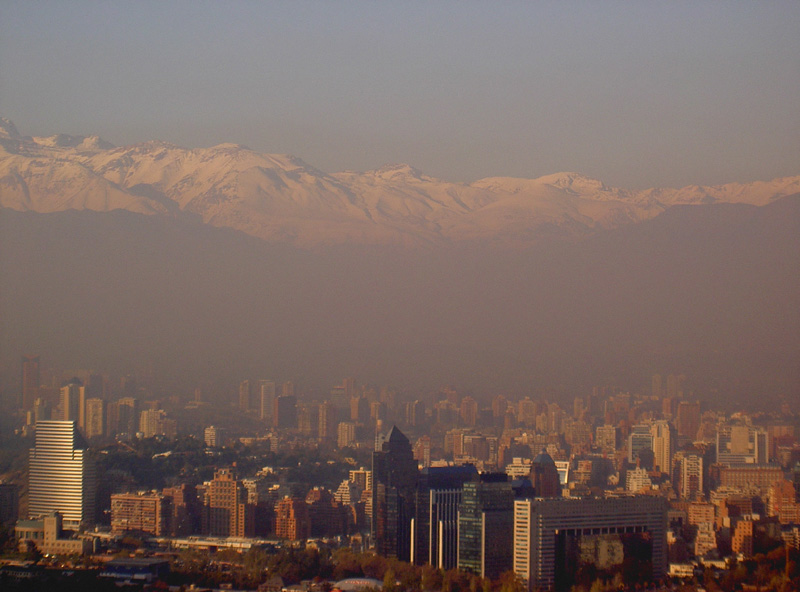
Els combustibles fòssils són els principals causants de la boira fotoquímica

Els combustibles fòssils es consideren contaminants perquè la seva combustió desprèn gasos d'efecte d'hivernacle, que són "radioactius" en el sentit que absorbeixen fotons d'alta energia i desprenen fotons de baixa energia, és a dir, infraroigs. Aquests combustibles provoquen localment la boira fotoquímica i globalment l'efecte Callendar. Per a obtenir energia a partir d'aquests combustibles cal cremar-los, aleshores es produeixen reaccions que donen la calor que volem, i que es pot fer servir directament o transformar en electricitat, per exemple, però també contaminants atmosfèrics, que cal tractar amb filtres i ciclons abans de deixar-los anar a l'aire. De tota manera, una part dels contaminants surt inevitablement a l'atmosfera terrestre i s'expandeix per tot arreu.
Els residus sòlids que es generen també s'han de tractar. La temperatura de l'aire i de l'aigua presos de la natura o de la xarxa als processos que concerneixen aquests combustibles s'han de retornar a unes temperatures "no gaire allunyades" de la temperatura a la qual van estar agafats, aquest tractament és obligat per llei perquè incorpora un augment de cost econòmic que en principi l'empresa no voldria assumir. Altres culs contaminants fan referència al paisatge, tant a l'extracció, com a les plantes de tractament, el transport i les centrals tèrmiques.

## Sostenibilitat

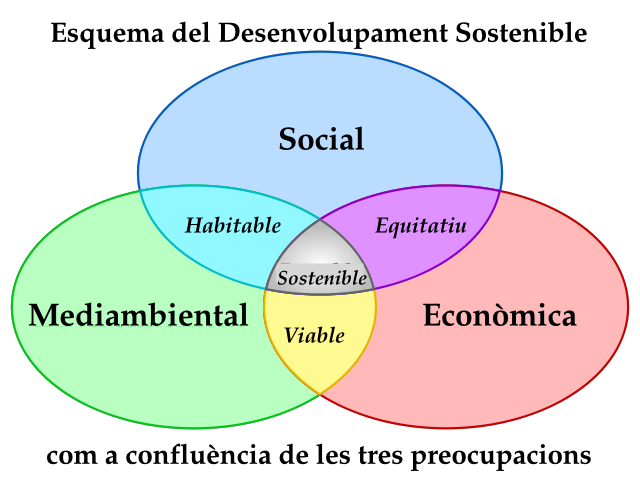
La sostenibilitat no fa referència únicament al medi ambient, sinó que dona igual importància al benestar social i a l'economia. Per tant, un problema de sostenibilitat ho és també econòmic.

Els combustibles fòssils es troben repartits de manera molt irregular a l'escorça terrestre: hi ha hagut zones on el carbó es recollia amb les mans, en cistelles, a la vora de la platja; hi ha zones i països petits amb molt més petroli i gas natural del que utilitzen; i hi ha grans extensions de territoris, que inclouen molts països sencers, que no disposen de cap tipus d'aquests combustibles. El 75% de les reserves de petroli mundials estan en mans de tan sols nou països. El seu comerç i transport requereix grans quantitats d'energia però sobretot crea un greu conflicte d'interessos que ha portat a unes quantes guerres, explotació de persones i altres activitats no gaire ètiques.

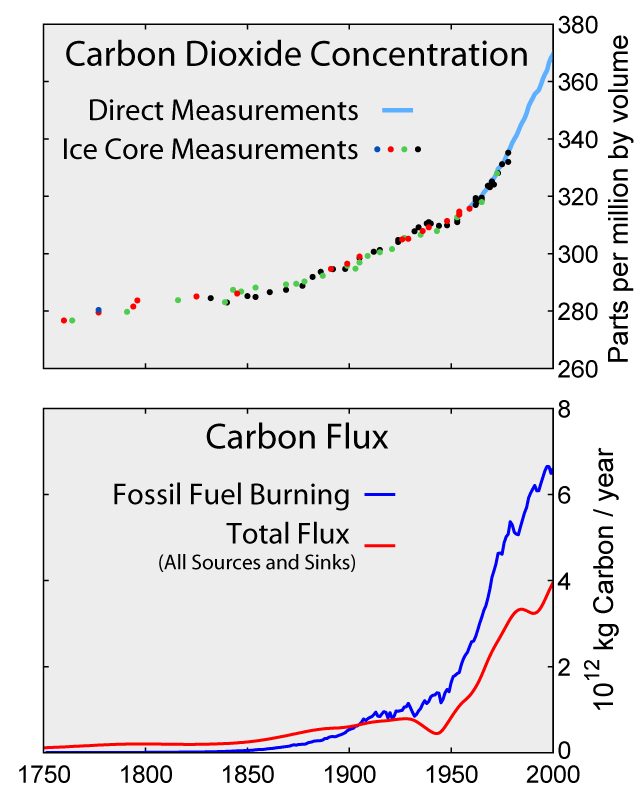
L'eix horitzontal correspon als anys. A dalt es mostra l'evolució de la quantitat de CO₂ a l'aire, la corba s'assembla a la blava de sota, que indica la quantitat de combustibles fòssils cremats

D'altra banda, es tracta de productes que no es poden fabricar de manera viable, ja que hom necessitaria més energia per a fer-ho de la que després donarien en ser cremats. L'home és doncs un recol·lector d'aquests combustibles, però no en pot produir. La seva generació es deixa en mans de la natura, que necessita centenars de milions d'anys i unes circumstàncies molt especials per a poder-ho fer. Tanmateix, el consum d'aquests per part dels humans és molt més ràpid: el carbó s'ha utilitzat en quantitats relativament petites des de l'edat mitjana, en quantitats industrials a partir de la Revolució Industrial i ja era massa escàs perquè el seu ús fos econòmicament rendible al segle xx. El 1859 es va excavar el primer pou de petroli, a l'inici del segle xx es van començar a fabricar els primers automòbils amb motor alimentat per combustibles fòssils i a partir de mitjans del mateix segle la majoria de famílies dels països industrialitzats en tenien un. Hom estima que el petroli s'esgotarà abans de la fi del segle xxi. El gas natural, per la seva part, encara que tampoc no veurà el segle xxii sembla que és en quantitats tals que sobreviurà al petroli, però també és perquè només es fa servir massivament fins als anys 60 del segle xx.
El desenvolupament dels països del segon i tercer món va associat a una major demanda d'aquests productes. Això també ocorre als països desenvolupats, sense tenir en compte la sostenibilitat de les seves tecnologies, que haurien d'estar encaminades a crear i potenciar altres fonts d'energia alternatives abans que no quedi cap reserva de combustibles fòssils i que això provoqui una aturada mundial del transport, la indústria i l'economia tal com la coneixem ara. Per exemple, l'extracció de petroli mundial està caient un 6,4% anual, i d'aquí al 2030 farà falta 7 vegades la producció de l'Aràbia Saudita per cobrir el creixement de la demanda. Sabem que la solució als problemes energètics no vindrà d'una sola font d'energia ni tecnologia, a causa de la irregularitat de les fonts d'energia renovables, per això cal disposar d'una bona combinació de fonts d'energia.

## Nivells i fluxos

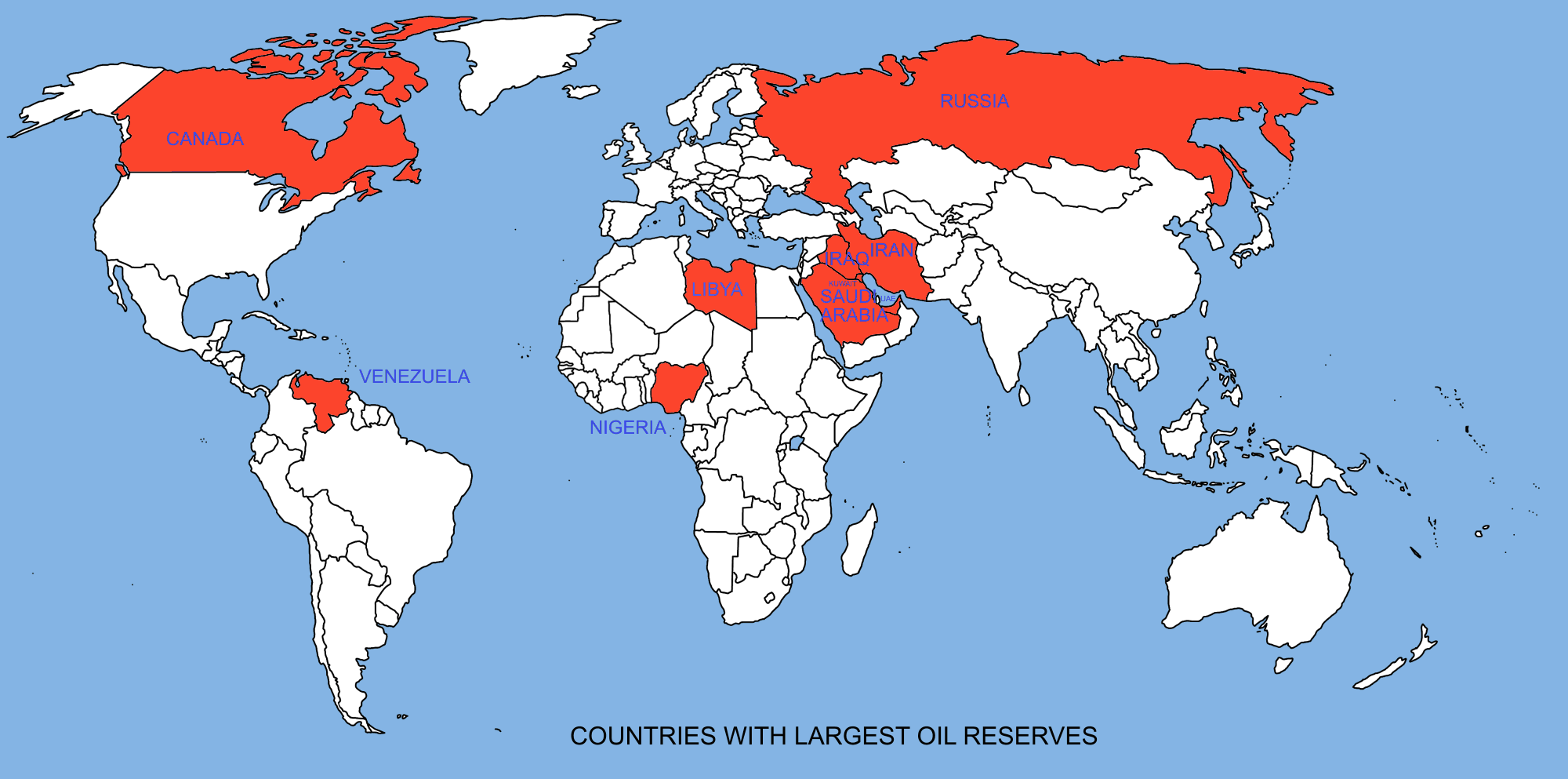
Els deu països amb més reserves de petroli

Els nivells de les fonts d'energia primàries són les reserves que hi ha sota terra, sense tenir en compte les ja extretes i emmagatzemades, per exemple. Els nivells poden augmentar si es descobreixen nous llocs on hi ha un combustible fòssil, tot i que cada cop és més difícil trobar-ne de nous. Els nivells inclouen la quantitat total, de la qual cal restar la quantitat que no és tècnicament viable d'extreure i, tot i que això pot canviar segons la demanda i l'augment de preus, la que no és econòmicament viable d'extreure.
Els fluxos són la producció, la quantitat que se n'extreu en un temps determinat. La part més important de les fonts d'energia primàries són les fonts d'energia basades en el carboni. El petroli, el carbó i el gas natural representen el 79,6% de la producció d'energia primària durant el 2002.[on?]
Nivells (reserves assegurades) durant el 2005-2007:
- Petroli: 1.119-1.317 milions de barrils (178.000-209.000 milions de m³)[15]
- Gas natural: 175-181 bilions de m³,[3] 1.161 milions equivalents en barrils de petroli (BBOE)
- Carbó: 905.000 milions de tones,[16] 4.416 BBOE

Fluxos (producció diària) durant el 2006
- Petroli: 84 milions de barrils per dia (13 milions de m³)[17]
- Gas: 2,960 bilions de m³,[18] 19 milions equivalents en barrils de petroli per dia (MBOED)
- Carbó: 9.280 tones,[19] 29 MBOED

Anys de producció restants sota terra segons les aproximacions de reserves assegurades més optimistes (Oil & Gas Journal, World Oil)
- Petroli: 43 anys
- Gas: 167 anys
- Carbó: 417 anys

Aquest càlcul assumeix que la producció es mantindrà a un nivell constant durant aquest nombre d'anys i que totes les reserves assegurades es podrien recuperar. En realitat, el consum de tots tres recursos ha anat augmentant. Encara que això suggereix que cada recurs s'esgotarà més ràpidament, en realitat, la corba de producció és més similar a una corba de campana. En algun moment, la producció de cada recurs en una àrea, país o al món arribarà a un valor màxim, després del qual la producció disminuirà fins que arribi a un punt on no sigui prou factible econòmicament o físicament possible de produir. Noteu que les estimacions de reserves assegurades no inclouen reserves estratègiques, que tenen una quantitat global de 4.100 milions de barrils.

## Consum
Espanya va consumir en 2000 126 Mtep d'energia primària, dels quals el 84,8% provenia de combustibles fòssils. Gairebé la meitat del consum d'energia final va ser per al transport, seguit de la indústria, el domèstic, els serveis i l'agricultura. La tendència de consum és una lleugera davallada del petroli a canvi d'un augment del consum de gas natural. En 2007 Espanya importa el 85% d'energia consumida. S'haurà de competir internacionalment pels recursos energètics. S'estima que en 2030 el 90% del creixement de la demanda energètica al món es farà amb combustibles fòssils i que la Unió Europea augmentarà les importacions energètiques des del 56% actual fins al 65% l'any 2030. Fins a l'any 2030 l'increment de consum energètic a Europa serà del 12%, als Estats Units del 25%, a Xina del 109%, a l'Índia del 93% i a tot el món del 53%.
Catalunya en 2003 va consumir 25.948 ktoe d'energia primària. L'any 2003, els combustibles fòssils van contribuir amb un 71% al subministrament d'energia primària (petroli 48%, gas natural 22% i carbó 1%). Un 25% provenia de l'energia nuclear i l'energia provinent de les renovables contribuïa amb un 3%. La tendència de consum és una davallada del carbó, el consum del qual és ja molt baix, un augment lleu del consum del petroli i un augment major de gas nuclear. La tendència per als combustibles fòssils en conjunt és d'una alça en el seu consum. L'energia final es gasta sobretot al transport de persones i de mercaderies, el segueix el consum domèstic a les llars, que suma amb el transport més de la meitat d'energia consumida total. El segueixen usos industrials, sobretot químics i de fabricació de ciment, agricultura i serveis.

## Límits i alternatives

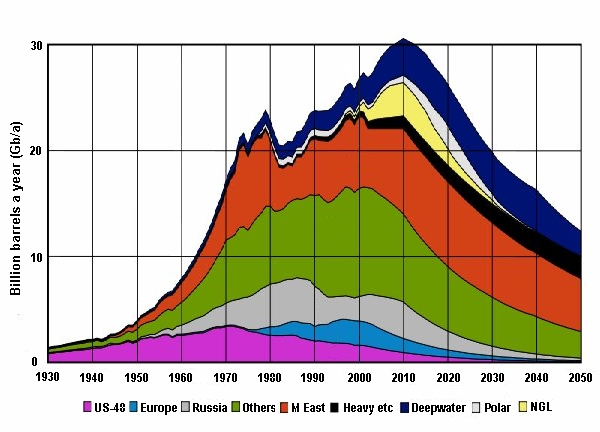
L'Associació per l'Estudi del Pic del Petroli i del Gas estimava al 2004 que a partir de 2010 la producció mundial de petroli aniria disminuint

Segons el principi de l'oferta i la demanda sembla que a mesura que les reserves de combustibles fòssils vagin disminuint, els seus preus aniran pujant. A mesura que els preus d'aquests combustibles siguin més elevats, l'avantatge comparatiu d'altres fonts d'energia, com per exemple les energies renovables, s'anirà fent més gran, fins a arribar un moment en què siguin econòmicament més interessants que els combustibles fòssils.
Així, per exemple, les gasolines artificials, que avui no són rendibles perquè la seva producció és més cara que la dels combustibles derivats del petroli, poden esdevenir econòmicament viables en un futur pròxim. També sortiran guanyant les energies renovables, com l'energia hidràulica, l'eòlica i la solar, i en alguns casos la geotèrmica. Per a la producció d'electricitat, la que es troba en millor posició, en termes estrictament econòmics, és l'energia obtinguda a centrals nuclears, que ja té un cost d'un ordre semblant a l'obtinguda a les centrals tèrmiques amb hidrocarburs.